# Río Changaral
Río Changaral är ett vattendrag i Chile.   Det ligger i regionen Región del Biobío, i den södra delen av landet, 400 km söder om huvudstaden Santiago de Chile.
Trakten runt Río Changaral består till största delen av jordbruksmark. Runt Río Changaral är det ganska tätbefolkat, med 116 invånare per kvadratkilometer.